# Avril 1987

## Événements
- Maroc : fin de la construction du mur marocain.
- La Commission des Nations unies sur l’Environnement et le Développement publie le rapport Brundtland, intitulé Our Common Future, qui propose la définition du Développement durable.
- Inde : affaire Bofors. La radio suédoise annonce le versement de pots-de-vin lors de la conclusion d’un important contrat de vente d’armes. En juillet, le ministre indien de la Défense Arun Singh démissionne.

- 1er avril :
  - Royaume-Uni : Élisabeth II inaugure la Clore Gallery, une annexe de la Tate Gallery à Londres consacrée au peintre Joseph Mallord William Turner[1].
  - Japon : privatisation des chemins de fer au Japon[2].
  - États-Unis : visite officielle du Premier ministre français Jacques Chirac à Washington[1].
  - Pologne : Solidarność lance un appel à la grève pour protester contre la hausse des prix[3].
- 3 avril (Portugal) : adoption d'une motion de censure contre le gouvernement d'Anibal Cavaco Silva.
- 4 avril : 
  - expulsion par la France de six diplomates soviétiques accusés d’espionnage relatif à la fusée Ariane [3]
  - France : la Commission nationale de la communication et des libertés autorise le groupe Bouygues à acquérir 50 % du capital de TF1 [3]
- 5 avril, cyclisme :  le Wallon Claude Criquielion remporte le Tour des Flandres [3].
- 6 avril, boxe : Sugar Ray Leonard devient champion du monde des poids moyens en battant Marvin Hagler[3]
- 7 avril : 
  - France : arrestation de Roger Knobelspiess au cours du braquage d’une banque à Thuir (Pyrénées-Orientales)[3]
  - Algérie : Ali André Mécili est assassiné à Paris[3].
- 8 avril : renflouage du ferry Herald of Free Enterprise[3].
- 9 avril : visite de Mikhaïl Gorbatchev à Prague(Tchécoslovaquie)[3].
- 10 avril : fuite de sodium dans une cuve du barillet de chargement dans le réacteur nucléaire Superphénix à la centrale de Creys-Malville[3].
- 11 avril : 16 000 personnes sont évacuées dans le quartier de Bloomfield à Pittsburgh  (Pennsylvanie) à la suite du déraillement d’un train transportant un gaz toxique[3],[4].
- 12 avril :
  - le pape Jean-Paul II en visite à Buenos Aires (Argentine) [3].
  - États-Unis : au bord de la faillite, Texaco se place sous la protection du Droit des faillites américain (« U.S. bankruptcy laws »)[3].
  - Incident à la centrale nucléaire du Tricastin : sept personnes sont intoxiquées après une fuite d'Hexafluorure d'uranium[3].
  - Formule 1 : le Grand Prix automobile du Brésil est remporté par le pilote français Alain Prost sur McLaren.
- 13 avril :
  - Fidji : une coalition, composée principalement de Fidjiens d’origine indienne, remporte les élections législatives. Timoci Bavadra devient Premier ministre à la suite de Ratu Sir Kamisese Mara.
  - Accord Portugal-Chine prévoyant le retour de Macao en Chine en 1999.
  - le sénateur américain Gary Hart se déclare candidat à l’élection présidentielle américaine de 1988 [3]
  - France : le gouvernement annonce la construction de 2 730 nouveaux kilomètres d’autoroutes[3].
  - URSS : le secrétaire d'État des États-Unis George Shultz en visite diplomatique à Moscou [3].
- 15 avril : dans le cadre de l’Irangate et à la demande des États-Unis, la Suisse accepte de lever le secret bancaire concernant la Compagnie des services fiduciaires (Genève) et la compagnie Audifi (Fribourg) [3].
- 16 avril : 
  - Argentine : « crise de la semaine sainte » : le lieutenant-colonel Aldo Rico et son 14e régiment d’infanterie se retranchent dans ses quartiers pour protester contre l’arrestation de l’un des siens accusés de violation des droits de l’homme. Une amnistie générale est réclamée pour les militaires poursuivis. La rébellion est matée trois jours plus tard, grâce à la mobilisation des Argentins pour la défense de la démocratie. Le président Raúl Alfonsín est cependant contraint de négocier avec l’armée, notamment au sujet du « devoir d’obéissance »[3].
  - Tchad : Goukouni Oueddei reconnaît Hissène Habré comme « seul responsable du pays » [3].
- 17 avril, États-Unis : Ronald Reagan décide une surtaxe de 100 % sur certains produits électroniques japonais[3].
- 19 avril, États-Unis : Le dessin animé Les Simpsons fait ses débuts dans le court métrage The Tracey Ullman Show.
- 20 avril, Tunisie : la Haute Cour condamne par contumace Mohamed Mzali à 15 ans de travaux forcés[3].
- 21 avril :
  - URSS : l’Estonien Karl Linnas (en) condamné à mort par la justice soviétique en 1982 pour des crimes de guerre est livré par les États-Unis à l’URSS [3].
  - Sri Lanka : 150 morts dans un attentat à la bombe perpétré à la gare de Colombo par des Tigres tamouls d’obédience marxiste[3].
- 23 avril :
  - football : le footballeur belge Enzo Scifo est transféré du RSC Anderlecht à l’Inter Milan à l’issue d’une transaction record de 300 millions de francs belges[3].
  - la Cour suprême des États-Unis confirme la Constitutionnalité de la peine de mort aux États-Unis [3].
  - le constructeur automobile italien Lamborghini est racheté par le groupe américain Chrysler [3].
  - l'effondrement de L'Ambiance Plaza cause la mort de 28 ouvriers à Bridgeport, dans le Connecticut, aux États-Unis
- 24 avril : Lech Wałęsa accorde un entretien exclusif en Pologne au journaliste français Bernard Pivot dans le cadre de la diffusion de l’émission télévisée Apostrophes, à l’occasion de la parution en France du livre écrit par le dirigeant du syndicat Solidarność[3].
- 27 avril : 
  - France : la chute d’une télécabine à Tignes fait neuf blessés[3].
  - Belgique : signature d’une convention d’extradition entre la Belgique et les États-Unis[3].
- 29 avril :
  - fusion de la société italienne SGS (Società Generale Semiconduttori) et la société française  Thomson Semiconducteurs [3].
  - (Portugal) : dissolution de l'Assemblée de la République.

## Naissances
- 1er avril :
  - Ding Junhui, joueur de snooker chinois.
  - Li Ting, plongeuse chinoise.
  - Oliver Turvey, pilote de courses automobile britannique.
- 3 avril :
  - Jay Bruce, joueur de baseball américain.
  - Steve Downie, hockeyeur sur glace canadien.
  - Gary Hirsch, pilote automobile suisse.
  - Jason Kipnis, joueur de baseball américain.
  - Hillary Klimowicz, basketteuse américaine.
  - Martyn Rooney, athlète britannique.
  - Julián Simón, pilote de vitesse moto espagnol.
  - Rémi Stolz, joueur de rugby français.
  - Salvatore Zizzo, footballeur américain.
- 4 avril :
  - Sami Khedira, footballeur allemand.
  - Clément Praud, joueur de rugby français.
- 5 avril : 
  - Dave Attwood, joueur de rugby à XV anglais.
  - Djabir Naamoune, footballeur algérien.
- 6 avril : Robin Haase, joueur de tennis néerlandais.
- 7 avril :
  - Martín Cáceres, footballeur uruguayen.
  - Patrick Gretsch, cycliste sur route allemand.
  - Reyshawn Terry, basketteur américain.
- 8 avril : Jeremy Hellickson, joueur de baseball américain.
- 9 avril :
  - Blaise Matuidi, footballeur français.
  - Jesse McCartney, acteur, chanteur américain.
- 10 avril :
  - Shay Mitchell, actrice américaine
  - Hayley Westenra, chanteuse soprano néo-zélandaise.
- 11 avril : Joss Stone, chanteuse de musique soul et actrice anglaise.
- 12 avril :
  - Mehdi Cheriet, basketteur français.
  - Brendon Urie, chanteur américain.
- 13 avril : Fabián Monzón, footballeur argentin.
- 14 avril :
  - Guillaume Bats, humoriste français († 1er juin 2023).
  - Jennifer Digbeu, basketteuse française.
  - Daniele Magro, basketteur italien.
  - Norman Thavaud, humoriste français.
- 16 avril :
  - Cenk Akyol, basketteur turc.
  - Kane Bentley, joueur de rugby à XIII français.
- 17 avril : 
  - Mehdi Benatia, footballeur marocain.
  - Sophie Cordelier, céiste française.
  - Janine van Wyk, Footballeuse internationale sud-africaine.
- 18 avril :
  - Mikko Koivisto, basketteur finlandais.
  - Anthony Roux, cycliste sur route français.
  - Kévin Sireau, coureur cycliste français.
  - Rosie Huntington-Whiteley, mannequin et actrice britannique
- 19 avril : Maria Sharapova, joueuse de tennis russe.
- 20 avril :
  - John Patrick Amedori, acteur américain.
  - Fabrice Begeorgi, footballeur français.
  - Ammar Jemal, footballeur tunisien.
  - Angelica Robinson, basketteuse américaine.
- 21 avril : Anastassia Prykhodko, chanteuse ukrainienne.
- 22 avril :
  - David Luiz, footballeur brésilien et portugais.
  - John Obi Mikel, footballeur nigérian.
- 23 avril : John Boye, footballeur ghanéen.
- 24 avril :
  - Kristopher Letang, hockeyeur sur glace canadien.
  - Rein Taaramäe, cycliste sur route estonien.
- 26 avril :
  - Jarmila Gajdošová, joueuse de tennis slovaque puis australienne.
  - Antonin Manavian, hockeyeur sur glace français.
- 27 avril :
  - Ignacio Nicolás Casale, pilote de rallye-raid, de motocross et de quad chilien.
  - Jonathan Castroviejo, cycliste sur route espagnol.
  - Alexandra Lacrabère, handballeuse française.
  - William Moseley, acteur britannique.
- 28 avril :
  - Robin Schulz, DJ, compositeur allemand.
- 29 avril :
  - Alejandro Bedoya, footballeur américain.
  - Sara Errani, joueuse de tennis italienne.
- 30 avril :
  - Arnaud Dorier, joueur de rugby français.
  - Kazuya Ōshima, pilote de courses automobile japonais.

## Décès
- 1er avril : Henri Cochet, tennisman français (° 14 décembre 1901).
- 3 avril : Sami El Djazairi, chanteur algérien
- 3 avril : Robert Dalban, comédien (° 19 juillet 1903).
- 6 avril : Jean-Baptiste Doumeng, homme d'affaires français (° 2 décembre 1919).
- 7 avril : Ali André Mécili, personnalité politique algérienne (° 1940).
- 11 avril :
  - Primo Levi, écrivain et chimiste italien (° 31 juillet 1919).
  - Erskine Caldwell, écrivain américain (° 17 décembre 1903).
- 12 avril : René Hardy, résistant français (° 31 octobre 1911).
- 19 avril :
  - Maxwell Davenport Taylor, général et diplomate américain (° 26 août 1901).
  - Antony Tudor, danseur et chorégraphe britannique (° 4 avril 1908).
- 20 avril : Harry Gourlay, personnalité politique britannique  (° 10 juillet 1916).
- 27 avril : Robert Favre Le Bret, fondateur du Festival de Cannes.
- 30 avril : Marc Aaronson, astronome américain (° 1950).